# فتح طرابزون (1461)
جاء فتح طرابزون بعد حصار ناجح لمدينة طرابزون، عاصمة إمبراطورية طرابزون، من قبل العثمانيين في عهد السلطان محمد الثاني، دخل العثمانيين المدينة في 15 أغسطس 1461.
كان الحصار تتويجًا لحملة طويلة قام بها العثمانيون، حيث قام جيش كبير وقوات بحرية بمناورات منسقة ولكن مستقلة. اعتمد المدافعون عن طرابزون على شبكة من التحالفات لتقديم الدعم والقوى البشرية ضد العثمانيين عندما بدأوا الحصار، لكنهم فشلوا عندما كان الإمبراطور ديفيد ميغاس كومنينوس في أمس الحاجة إليهم.
استمرت الحملة العثمانية الأكثر صعوبة، استسلام إدارة سينوب وسلمت أراضيها، لأكثر من شهر في البرية الجبلية المقفرة، مع معارك صغيرة مع خصوم مختلفين ، وانتهت أخيرًا بحصار طرابزون. حاصرت القوات العثمانية المشتركة المدينة المحصنة برا وبحرا. استمر الحصار حتى استسلم ديفيد وسلم المدينة مقابل منحه أراضٍ أصغر في أماكن أخرى من الإمبراطورية العثمانية وسلامة عائلته وخدامه.